# Primarul Belgradului
Primarul Belgradului este șeful orașului Belgrad. Acesta acționează în numele orașului, și îndeplinește o funcție executivă în municipiul Belgrad . Poziția primarului din Belgrad este importantă, deoarece orașul este cel mai puternic centru economic, cultural și științific. În plus, postul de primar din Belgrad este cea de-a treia poziție importantă în guvern după cea a prim-ministrului și a președintelui. Actualul primar al Belgradului este Aleksandar Šapić[*].

## Lista primarilor din Belgrad

### Principatul Serbiei(1815-1882)
- Ilija Čarapić (7 mai 1839 - 27 mai 1840)
- Miloš Bogićević (28 mai 1840 - 24 septembrie 1840)
- Mladen Žujović (25 septembrie 1840 - până la sfârșit de 1841)
- Stojan Delimirković (1855)
- Marko Stojković (1861 - 1862)
- Jovan Smiljanić (1865 - 1866)
- Gligorije Jovanović (1866)
- Mihailo Terzibašić (6 septembrie 1866 - 14 septembrie 1867)
- Jovan Nikolić-Čokojić (14 septembrie 1867 - 1868)
- Vasilije Ivanović (1868)
- Gligorije Jovanović (1868)
- Aćim Čumić (1869)
- Arsa Lukić (27 decembrie 1869 - aprilie 1871)
- Aleksa Đurić (10 iunie 1871 - 31 decembrie 1872)
- Dimitrije Popović (30 martie 1872 - august 1878)
- Aleksa Stevanović (august 1878 - octombrie 1879)
- Živko Karabiberović (octombrie 1879 - 6 martie 1882)

### Regatul Serbiei(1882-1918)
- Živko Karabiberović (6 martie 1882 - 1 august 1884)
- Vladan Đorđević (1 august 1884 - 10 august 1885)
- Mihailo Bogićević (4 april 1886 - 4 februarie 1887)
- Svetomir Nikolajević (7 martie 1887 - 1 septembrie 1887)
- Živko Karabiberović (1 septembrie 1887 - 30 decembrie 1889)
- Nikola Pašić (30 decembrie 1889 - 14 ianuarie 1891)
- Milovan Marinković (26 mai 1891 - 22 noiembrie 1892)
- Petar Tatić (23 noiembrie 1892 - 2 aprilie 1893)
- Milovan Marinković (6 April 1893 - 12 May 1894)
- Mihailo Bogićević (14 May 1894 - 8 noiembrie 1896)
- Nikola Stevanović (5 decembrie 1896 - 31 decembrie 1896)
- Nikola Pašić (10 ianuarie 1897 - 13 noiembrie 1897)
- Nikola Stevanović (13 noiembrie 1897 - 14 noiembrie 1899)
- Antonije Pantović (20 noiembrie 1899 - 13 aprilie 1901)
- Milovan Marinković (28 mai 1901 - 6 noiembrie 1902)
- Nikola Stamenković (28 Martie 1903 - 11 August 1903)
- Kosta Glavinić (20 august 1903 - 20 noiembrie 1907)
- Velisav Vulović (1 ianuarie 1908 - 10 octombrie 1909)
- Kosta Glavinić (11 april 1910 - 21 septembrie 1910)
- Ljubomir Davidović (24 octombrie 1910 - 19 ianuarie 1914)
- Đorđe Nestorović (1 februarie 1914)

### Regatul sârbilor, croaților și slovenilor(1918-1929)
- Mihailo Marjanović (începând din 1919 - noiembrie 1919)
- Kosta Jovanović (9 noiembrie 1919 - 25 august 1920)
- Filip Filipović (25 august 1920)
- Đoka Kara-Jovanović (2 septembrie 1920 - 3 martie 1921)
- Dobra Mitrović (9 martie 1921 - 12 martie 1923)
- Mihailo Marjanović (22 august 1923 - 6 ianuarie 1925)
- Kosta Kumanudi (22 august 1926 - 18 februarie 1929)
- Miloš Savčić (14 februarie 1929 - 3 octombrie 1929)

### Regatul Iugoslaviei(1929-1945)
- Miloš Savčić (3 octobrie 1929 - 23 mai 1930)
- Milan Nešić (23 mai 1930 - 12 mai 1932)
- Milutin Petrović (12 mai 1932 - 5 ianuarie 1935)
- Vlada Ilić (10 ianuarie 1935 - 13 septembrie 1939)
- Vojin Đuričić (13 septembrie 1939 - 20 iunie 1940)
- Jevrem Tomić (20 iunie 1940 - 12 aprilie 1941)
- Ivan Milićević (12 aprilie 1941 - 19 iunie 1941)
- Milosav Stojadinović (19 iunie 1941 - 11 septembrie 1941)
- Dragi Jovanović (11 septembrie 1941 - 3 octombrie 1944)

### Republica Socialistă Federativă Iugoslavia(1945-1991)
- Mihajlo Ratković (1944 - 1947)
- Ninko Petrović (1947 - 1951)
- Đurica Jojkić (1951 - 1954)
- Miloš Minić (1955 - 1957)
- Đurica Jojkić (1957 - 1961)
- Milijan Neoričić (1961 - 1964)
- Branko Pešić (1964 - 1974)
- Živorad Kovačević (1974 - 1982)
- Bogdan Bogdanović (1982 - 1986)
- Aleksandar Bakočević (1986 - 1990)
- Milorad Unković (1990 - 1991)

### Republica Federală Iugoslavia(1992-2003)
- Milorad Unković (1991 - 1993)
- Slobodanka Gruden (1993 - 1994)
- Nebojša Čović (1994 - 1997)
- Zoran Đinđić (21 februarie 1997 - 30 septembrie 1997)
- Vojislav Mihailović (22 ianuarie 1999 - 5 octombrie 2000)
- Milan St. Protić (5 octombrie 2000 - 20 martie 2001)
- Radmila Hrustanović (1 iunie 2001 - 7 martie 2003)

### Uniunea statală a Serbiei și Muntengrului(2003-2006)
| Primar              | Perioadă                         | Partid            |
| ------------------- | -------------------------------- | ----------------- |
| Radmila Hrustanović | 7 martie 2003 - 3 octombrie 2004 | Partidul Democrat |
| Nenad Bogdanović    | 3 octombrie 2004 - 5 iunie 2006  | Partidul Democrat |

### Republica Serbia(2006-Present)
| Primar                     | Perioadă                           | Partid                                            |
| -------------------------- | ---------------------------------- | ------------------------------------------------- |
| Nenad Bogdanović           | 5 iunie 2006 - 27 septembrie 2007  | Partidul Democrat                                 |
| Zoran Alimpić (temporar)   | 27 septembrie 2007 - 21 iulie 2008 | Partidul Democrat                                 |
| Branislav Belić (temporar) | 21 iulie 2008 - 19 august 2008     | Partidul Democrat                                 |
| Dragan Đilas               | 19 august 2008 - 18 noiembrie 2013 | Partidul Democrat                                 |
| Siniša Mali⁠(d)             | 24 aprilie 2014 - Prezent          | independent, susținut de Partidul Progresist Sârb |